# لشکر ۱۰ پانزر
لشکر ۱۰ پانزر (انگلیسی: 10th Panzer Division) یک لشکر زرهی نیروی زمینی آلمان و بخشی از بوندس‌ور است، که ستاد فرماندهی آن در ویتشوچیم قرار دارد. لشکر ۱۰ پانزر، واحدی از نیروهای تثبیت‌کننده ارتش آلمان است و در درگیری‌های با شدت کم تخصص دارد.
این لشکر در سال ۱۹۵۹ به عنوان لشکر ۱۰ پانزر ارتش جدید آلمان تأسیس شد. لشکر دهم پانزر بخشی از کمک‌های دائمی آلمان به یوروکورپس است، و کمک دیگر آلمان به تیپ فرانسوی-آلمانی است که تا سال ۲۰۰۶ تابع این لشکر بود.
پس از سال ۱۹۹۳ نیروهای این لشکر در اعزام‌های متعدد به خارج از کشور شرکت کردند. از جمله آنها، اولین عملیات اعزام زمینی خارج از منطقه برای بوندس‌وهر (در واقع هر واحد نظامی آلمان پس از جنگ جهانی دوم) بود. نیروهای این لشکر از سال ۱۹۹۳ تا ۱۹۹۴ به سومالی و از سال ۱۹۹۵ تا ۱۹۹۶ به بوسنی و هرزگوین اعزام شدند و تا سال ۱۹۹۸ در این کشور ماندند. سربازان لشکر دهم پانزر همچنین در اولین عملیات رزمی بوندس‌ور در سال ۱۹۹۷ (عملیات لیبل) شرکت داشتند. در سال ۲۰۰۰ لشکر ۱۰ پانزر بیش از ۸۰۰۰ پرسنل را به بالکان اعزام کرد. بین سال‌های ۲۰۰۲ و ۲۰۰۳ این لشکر در عملیات‌های مختلفی در بالکان و افغانستان حضور داشت.
در سال ۲۰۱۷ تیپ ۴ واکنش‌سریع نیروی زمینی چک شروع به «همکاری نزدیک» با این لشکر کرد. از آوریل ۲۰۲۴ لشکر ۱۰ پانزر، فرماندهی و کنترل یگان‌های مانوری نیروی کوزوو را برعهده دارد. تیپ فرانسوی-آلمانی، ۲۰۰ سرباز از این لشکر را تأمین می‌کند.
در آوریل ۲۰۲۵ لشکر ۱۰ پانزر فرماندهی تیپ ۴۵ پانزر تازه تأسیس «لیتاوئن» را که به‌طور دائم در لیتوانی مستقر است، برعهده گرفت. این تیپ به عنوان یک تشکیلات مکانیزه سنگین ساختار یافته است و شامل گردان ۲۰۳ پانزر و گردان ۱۲۲ پانزر است که هر دو گردان قرار است تا سال ۲۰۲۶ در آلمان مستقر شوند. این تیپ همچنین گروه رزمی پیشرفته ناتو در لیتوانی را در خود جای داده است. این یگان، اولین فرماندهی عملیاتی لشکر ۱۰ پانزر بر یک نیروی مستقر دائمی در خارج از آلمان است.